# Jegenstorf
Jegenstorf är en ort och kommun i distriktet Bern-Mittelland i kantonen Bern, Schweiz. Kommunen har 5 852 invånare (2023).
Kommunen består av orterna Jegenstorf, Ballmoos, Münchringen och exklaven Scheunen. 
Ballmoos var tidigare en egen kommun, men inkorporerades i Jegenstorf 1 januari 2010. Münchringen och Scheunen var också egna kommuner och inkorporerades 1 januari 2014.